# Japonska agencija za raziskovanje vesolja
Japonska agencija za raziskovanje vesolja (国立研究開発法人宇宙航空研究開発機構, Kokuritsu-kenkyū-kaihatsu-hōjin Uchū Kōkū Kenkyū Kaihatsu Kikō, dobesedno »Narodna raziskovalna in razvojna agencija za vesoljske raziskave in razvoj«), znana tudi pod angleškim nazivom Japan Aerospace Exploration Agency in kratico JAXA, je japonska vladna vesoljska agencija. Organizacija ima sedež v mestu Čofu v velemestnem območju Tokia in infrastrukturo v različnih krajih po Japonski, med drugim vesoljski center v Cukubi ter glavno raketno izstrelišče na otoku Tanegašima približno 40 km južno od Kjušuja.
Agencija je nastala leta 2003 z združitvijo treh prej neodvisnih ustanov: Japonskega inštituta za vesoljske in astronavtske znanosti (ISAS), Narodnega laboratorija za letalstvo in vesolje (NAL) ter Narodne agencije za vesoljski razvoj (NASDA). Podrejena je japonskemu Ministrstvu za izobraževanje, kulturo, šport, znanost in tehniko ter Ministrstvu za notranje zadeve in komunikacije. Koordinira raziskave na področjih astronomije in planetologije, razvija raketno tehniko, vzdržuje državni sistem opazovalnih in telekomunikacijskih satelitov ter izvaja razne druge vesoljske misije. Med drugim je partner pri projektu Mednarodne vesoljske postaje, za katero je razvila in izdelala raziskovalni modul Kibo. Za vesoljske polete uporablja nosilne rakete H-IIA, H-IIB in Epsilon.